# Panamai labdarúgó-bajnokság (első osztály)
A Liga Panameña de Fútbol a panamai labdarúgó-bajnokságok legfelsőbb osztályának elnevezése. A bajnokságot 1988-ban alapították, és 10 csapat részvételével zajlik. A pontvadászat 2009-ig az Asociación Nacional Pro Fútbol viselte. 
A bajnokságot két részre osztják: az első az úgynevezett Apertura, ami júliustól decemberig zajlik, a második a Clausura, ami pedig decembertől májusig tart. Mindkét félév győztese külön-külön is bajnokcsapatnak számít. A győztesek a bajnokok ligájában indulhatnak.

## A 2013–2014-es bajnokság résztvevői
| Klub                    | Város         | Bajnoki címek száma |
| Alianza FC              | Panamaváros   | 0                   |
| Deportivo Árabe Unido   | Colón         | 6                   |
| Chepo FC                | Chepo         | 0                   |
| CAI La Chorrera         | La Chorrera   | 0                   |
| Chorrillo FC            | Panamaváros   | 0                   |
| CD Plaza Amador         | Panamaváros   | 5                   |
| Río Abajo FC            | Panamaváros   | 0                   |
| San Francisco FC        | La Chorrera   | 7                   |
| Club Deportivo Sporting | San Miguelito | 0                   |
| Tauro FC                | Panamaváros   | 7                   |

## Az eddigi győztesek
| Szezon      | Bajnok                 | Második helyezett      |
| ----------- | ---------------------- | ---------------------- |
| 1988        | Plaza Amador           | Deportivo La Previsora |
| 1989        | Tauro                  | Deportivo La Previsora |
| 1990        | Plaza Amador           | Tauro                  |
| 1991        | Tauro                  | Euro Kickers           |
| 1992        | Plaza Amador           | Sporting Colón         |
| 1993        | Euro Kickers           | Club Projusa           |
| 1994–95     | San Francisco          | Tauro                  |
| 1995–96     | San Francisco          | Plaza Amador           |
| 1996–97     | Tauro                  | Euro Kickers           |
| 1997–98     | Tauro                  | Árabe Unido            |
| 1998–99     | Árabe Unido            | Tauro                  |
| 1999–2000   | Tauro                  | Plaza Amador           |
| 2000–01     | Panamá Viejo           | Tauro                  |
| 2001 (A)    | Árabe Unido            | San Francisco          |
| 2001 (C)    | Árabe Unido            | Plaza Amador           |
| 2002 (A)    | Árabe Unido            | San Francisco          |
| 2002 (C)    | Plaza Amador           | Tauro                  |
| 2003 (A)    | Tauro                  | Árabe Unido            |
| 2003 (C)    | Tauro                  | Alianza                |
| 2004 (A)    | Árabe Unido            | Plaza Amador           |
| 2004 (C)    | Árabe Unido            | San Francisco          |
| 2005 (A)    | Plaza Amador           | Árabe Unido            |
| 2005 (C)    | San Francisco          | Atlético Veragüense    |
| 2006 (A)    | San Francisco          | Plaza Amador           |
| 2006 (C)    | Tauro                  | Árabe Unido            |
| 2007 (A)    | Tauro                  | San Francisco          |
| 2007 (C)    | San Francisco          | Árabe Unido            |
| 2008 (A)    | San Francisco          | Tauro                  |
| 2008 (C)    | Árabe Unido            | Tauro                  |
| 2009 (A) I  | San Francisco          | Chorrillo              |
| 2009 (A) II | Árabe Unido            | Tauro                  |
| 2010 (C)    | Árabe Unido            | San Francisco          |
| 2010 (A)    | Tauro                  | San Francisco          |
| 2011 (C)    | San Francisco          | Chorrillo              |
| 2011 (A)    | Chorrillo              | Plaza Amador           |
| 2012 (C)    | Tauro                  | Chepo                  |
| 2012 (A)    | Árabe Unido            | Chepo                  |
| 2013 (C)    | Sporting San Miguelito | San Francisco          |

## Bajnoki címek eloszlása
| Klub                   | Bajnoki címek | Második helyezések |
| ---------------------- | ------------- | ------------------ |
| Tauro                  | 11            | 8                  |
| Árabe Unido            | 10            | 5                  |
| San Francisco FC       | 8             | 8                  |
| CD Plaza Amador        | 5             | 6                  |
| Chorrillo FC           | 1             | 2                  |
| Sporting San Miguelito | 1             | 0                  |
| Chepo FC               | 0             | 2                  |
| Alianza FC             | 0             | 1                  |